# 東急シネマズ
もしかして
- 109シネマズ

ではありませんか？